# Mercator-Projektion

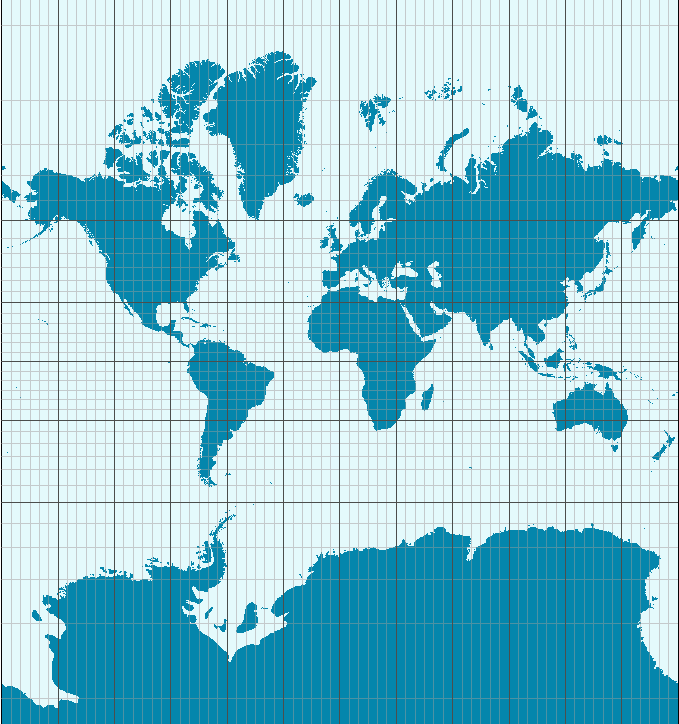
Klassische Mercator-Projektion in normaler Lage

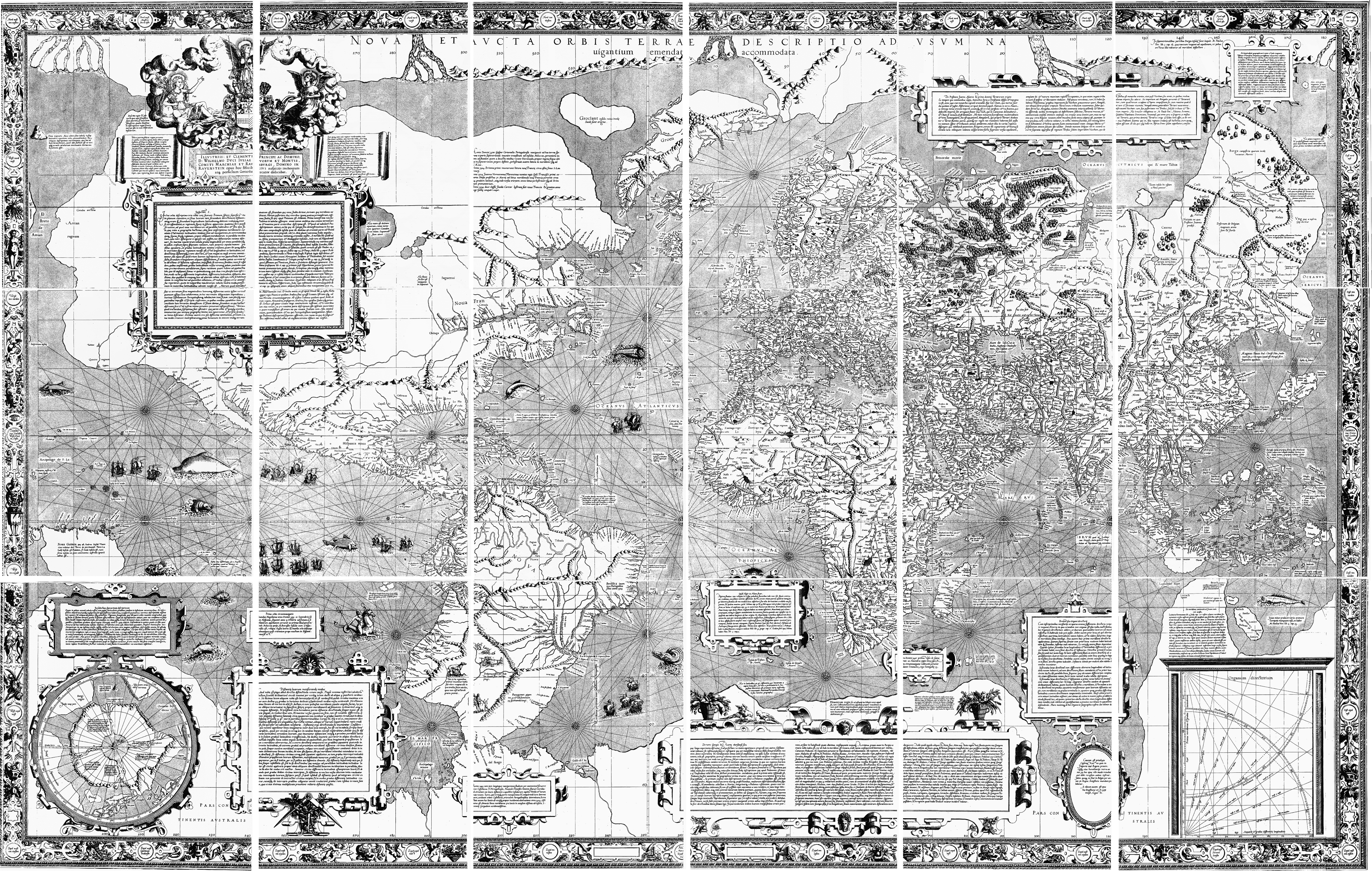
Erste Mercator-Projektion von 1569

Die in der Kartografie verwendete Mercator-Projektion ist eine nach dem Kartografen Gerhard Mercator benannte Form der Zylinderprojektion, bei der die Projektion in Richtung der Zylinderachse adäquat verzerrt ist, um eine winkeltreue Abbildung der Erdoberfläche zu erreichen. Die Mercator-Projektion ist keine Projektion in physikalischer Hinsicht und kann daher nicht geometrisch konstruiert werden. Die Winkeltreue ist gleichbedeutend mit Konformität, so dass geometrische Formen im Kleinen unverzerrt bleiben. Dagegen ist die Mercator-Projektion weder flächentreu noch richtungstreu über große Distanzen, d. h. Flächeninhalte haben an verschiedenen Stellen der Abbildung unterschiedliche Maßstäbe; Richtungswinkel zu entfernten Punkten sind in der ebenen Karte und auf der Kugel nicht gleich, weil Großkreise als kürzeste Verbindungen zweier Punkte nicht auf Geraden abgebildet werden. Längentreue besteht nur entlang einer oder zweier ausgezeichneter Linien.
Nach der Lage des Projektionszylinders unterscheidet man die normale Mercator-Projektion, bei der die Zylinderachse identisch mit der Erdachse ist, die transversalen Mercator-Projektionen mit Zylinderachsen senkrecht zur Erdachse sowie die schiefen Mercator-Projektionen in den anderen Fällen.
Mercator-Projektionen finden insbesondere in der Navigation und im Vermessungswesen Anwendung: in der Navigation als normale Projektion, im Vermessungswesen überwiegend als transversale Projektionen mit unterschiedlichen Achsen für verschiedene Meridianstreifen (UTM, Gauß-Krüger-Koordinatensystem u. a.). Gerhard Mercator hatte 1569 zu Navigationszwecken eine Karte dieser Art in normaler Lage der Abbildungsfläche veröffentlicht, auf der erstmals ein gesteuerter Kurs als Gerade eingezeichnet werden konnte (siehe: Nova et aucta orbis terrae descriptio ad usum navigantium emendate accomodata).

## Konstruktion
Die Erdoberfläche ist in erster Näherung eine Kugeloberfläche, die nicht verzerrungsfrei auf eine ebene Karte abgebildet werden kann. Bei der Mercator-Projektion wird um die Erde ein gedachter Zylinder gelegt, der diese entlang eines Großkreises berührt oder in zwei Kreisen beiderseits dieses Großkreises schneidet. Von der Mitte des Globus aus wird jeder Punkt des Globus gradlinig auf den Zylinder projiziert. Dabei werden innerhalb des Zylinders liegende Urbilder in Umfangsrichtung umso stärker vergrößert, je näher sie an der Zylinderachse liegen; außerhalb liegende werden verkleinert. Um Winkeltreue zu erreichen, muss ein solches Flächenelement daher in Achsrichtung um denselben Faktor vergrößert werden. Um die Lage in Achsrichtung zu bestimmen, muss die Vergrößerung über die Strecke von der Berührungslinie bis zum zu projizierenden Punkt rechnerisch integriert werden.

### Normale Mercator-Projektion

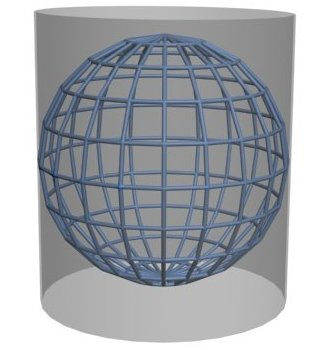
Zylinderprojektion, normale Lage (Zylinderachse = Erdachse)

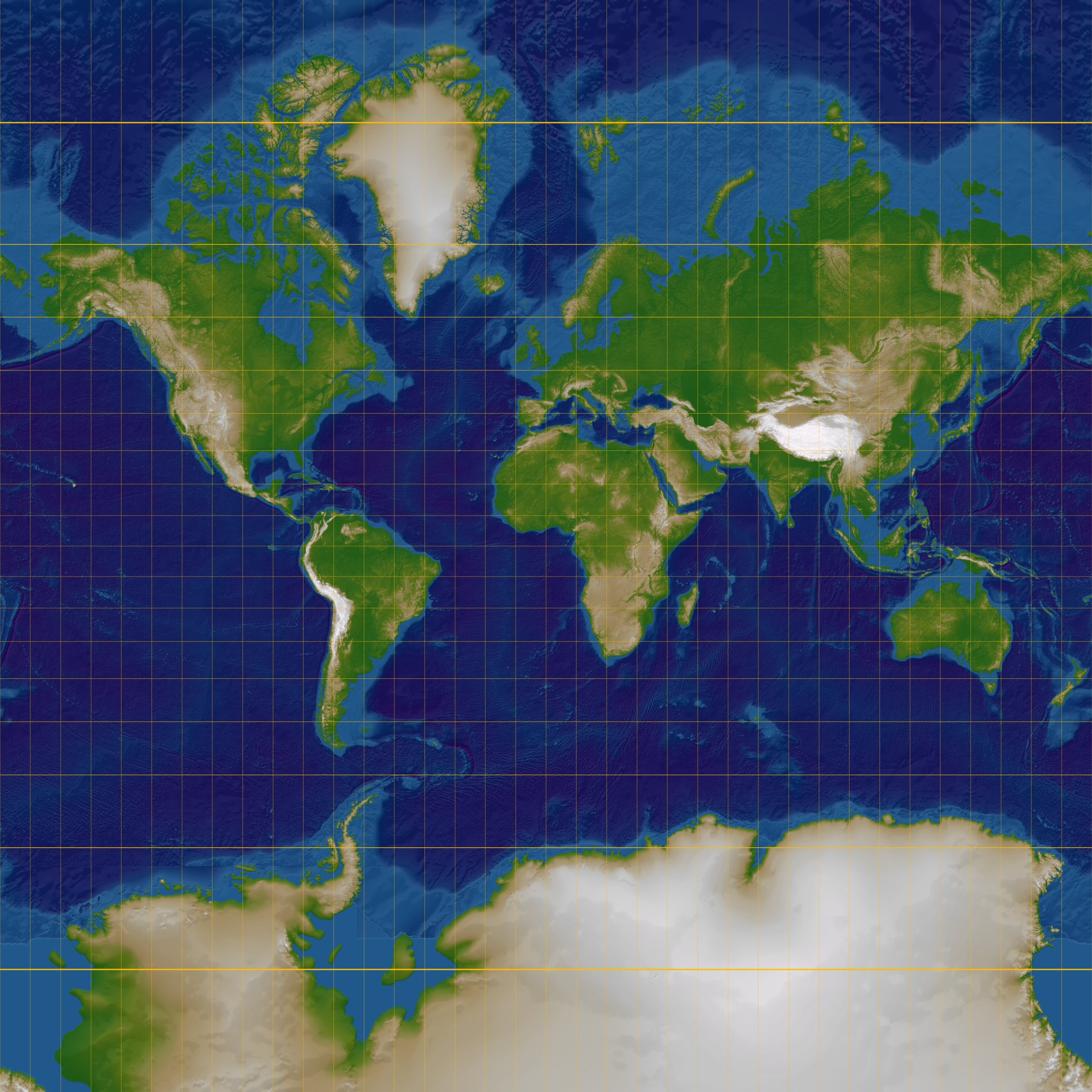
Normale Mercator-Projektion

Bei der normalen Mercator-Projektion werden Breitenkreise und Meridiane zu Geraden. Flächen werden durch die Projektion auf die nun parallelen Meridiane in Ost-West-Richtung mit dem Kehrwert des Cosinus der geographischen Breite gedehnt. In Nord-Süd-Richtung muss daher dieselbe Dehnung vorgenommen werden, die Lage eines Punktes errechnet sich dann mit dem Integral des Kehrwerts des Cosinus der geographischen Breite.

#### Abbildungsgleichungen für normale Lage
Die folgenden Gleichungen bestimmen die Koordinaten {\displaystyle x} und {\displaystyle y} eines Punktes auf einer Mercatorkarte aus seiner geographischen Breite {\displaystyle \varphi } und geographischen Länge {\displaystyle \lambda } (mit {\displaystyle \lambda _{0}} als geographischer Länge des Kartenzentrums, Winkel im Bogenmaß). Die Erde wird als kugelförmig angenommen; Längen sind mit dem Erdradius dimensionslos gemacht. Die Gleichung für {\displaystyle y} ist das oben genannte Integral des Kehrwerts des Cosinus der geographischen Breite (anstelle des Tangens bei der gnomonischen Zylinderprojektion):
{\displaystyle {\begin{aligned}x&=\lambda -\lambda _{0}\\y&=\int _{0}^{\varphi }{\frac {\mathrm {d} t}{\cos t}}\\&=\ln \left[\tan \left({\frac {\pi }{4}}+{\frac {\varphi }{2}}\right)\right]\\&=\ln \left(\tan \varphi +\sec \varphi \right)\\&={\frac {1}{2}}\ln \left({\frac {1+\sin \varphi }{1-\sin \varphi }}\right)\\&=\mathop {\rm {artanh}} \left(\sin \varphi \right)\\&=\mathop {\rm {arsinh}} \left(\tan \varphi \right)\end{aligned}}}
Die Inverse ist die Gudermannfunktion:
{\displaystyle {\begin{aligned}\varphi &=2\arctan \left(e^{y}\right)-{\frac {1}{2}}\pi \\&=\arctan \left(\sinh y\right)\\&=\arcsin \left(\tanh y\right)\\\lambda &=x+\lambda _{0}\end{aligned}}}

### Transversale Mercator-Projektion

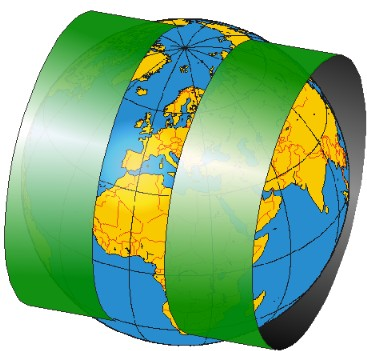
Schnittzylinder in transversaler Lage (Zylinderachse senkrecht zur Erdachse)

Die Anwendung der Mercator-Projektion in transversaler Lage des Abbildungszylinders wurde 1772 von Johann Heinrich Lambert veröffentlicht. Zur Steigerung der Genauigkeit erweiterte Carl Friedrich Gauß 1825 die Anwendung auf das Erdellipsoid, die von Louis Krüger 1912 für die praktische Anwendung weiter untersucht wurde (vgl. Gauß-Krüger-Koordinatensystem).
|  |  |

## Abbildungseigenschaften

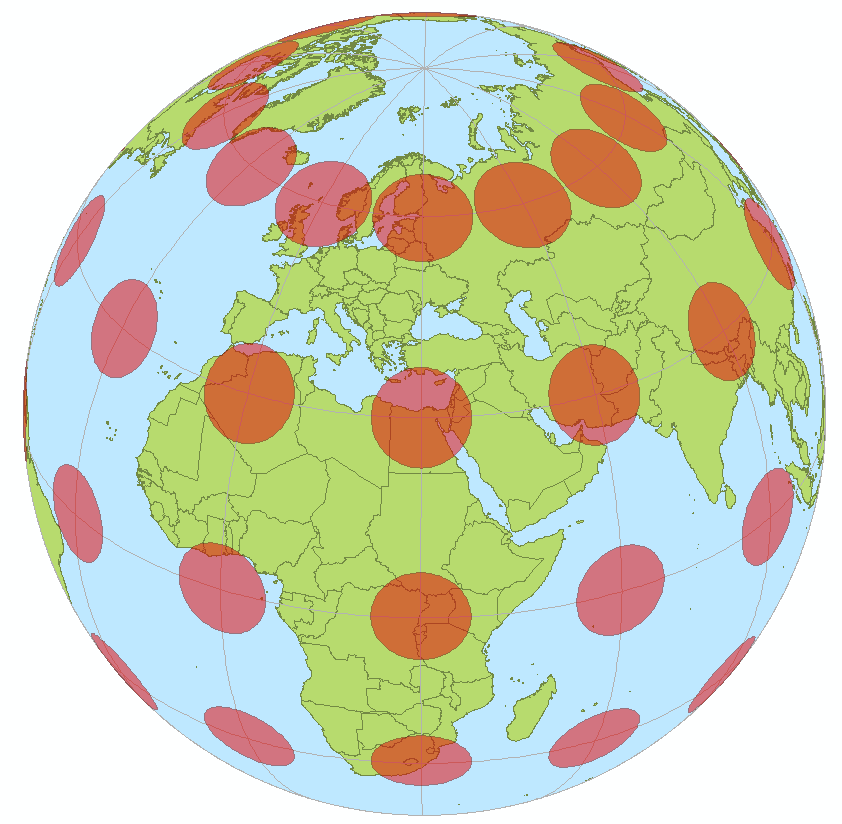
Tissotsche Indikatrix des Globus in perspektivischer Darstellung

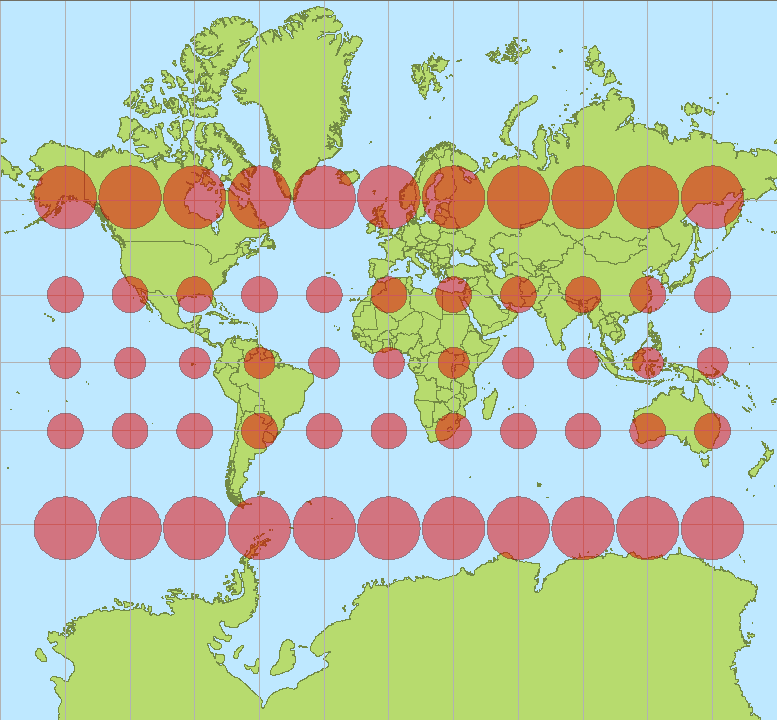
Tissotsche Indikatrix der Mercator-Projektion

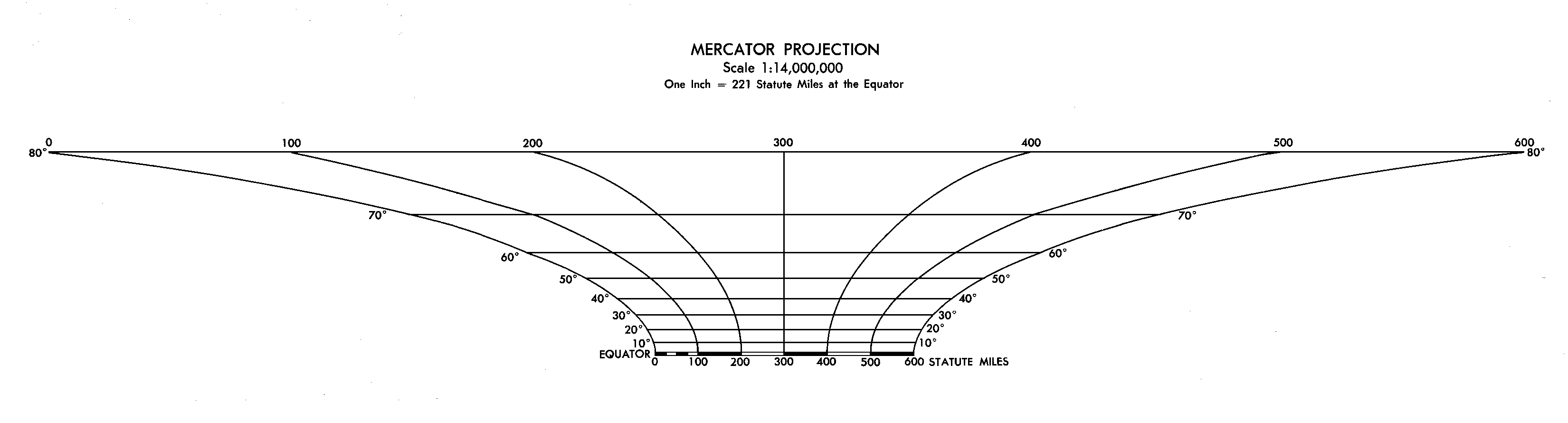
Maßstabsleiste für eine Weltkarte in der Mercator-Projektion

Die wichtigste Eigenschaft der Mercator-Projektion ist ihre Winkeltreue. Diese bedeutet auch, dass in kleinen Bereichen der Längenmaßstab in allen Richtungen gleich ist. Jedoch ist er nur entlang der Berührungslinie und ihrer Parallelen konstant. Nur an Berührungslinien ist die Projektion längentreu, d. h., entspricht dem angegebenen Maßstab. Damit ist sie auch nicht flächentreu. Die Verzerrungen werden mit Abstand zur Berührungslinie zunehmend größer und an der Achse der Projektion unendlich. Bei zwei Berührungslinien wird der Bereich zwischen diesen gestaucht.
Die Winkeltreue führt in normaler Lage auch zur Achsentreue. Das heißt hier, dass die Nordrichtung überall auf der Karte dieselbe ist. Zusammen mit der Winkeltreue bedeutet dies, dass Loxodromen (d. h. gleichbleibende Kurse) als Geraden abgebildet werden. Kürzeste Verbindungen werden jedoch nicht als Geraden abgebildet, dazu wäre stattdessen Richtungstreue erforderlich (→ gnomonische Azimutalprojektion).
Je näher ein Gebiet am Nord- oder Südpol liegt, desto mehr wird es bei der Abbildung in normaler Lage vergrößert. Dadurch ist die Insel Grönland (2,2 Mio. km²) in dieser Kartenprojektion fast so groß dargestellt wie der Kontinent Afrika (30,3 Mio. km²). Der Nord- und der Südpol können nicht dargestellt werden, da diese Punkte in der Projektion im Unendlichen liegen.

## Verwendung

### Seekarten
Die normale Mercator-Abbildung liegt wegen ihrer Winkel- und Achsentreue fast allen Seekarten und einigen Luftfahrtkarten zugrunde. Die Maßstabsänderungen sind auf größeren Ausschnitten der Erdoberfläche merklich, so dass die am Kartenrand gedruckte Breitengradskala nicht äquidistant ist. Eine Seemeile auf der Seekarte entspricht genau einer Bogenminute auf der gleichen Breite am linken oder rechten Kartenrand.

### Landesvermessung
Für kleinräumige Karten, insbesondere für die Grundkarten sehr vieler Landesvermessungen, findet die transversale Mercator-Projektion als Gauß-Krüger-Koordinatensystem, Universale transversale Mercator-Projektion (UTM) und Ähnliches in großem Umfang Anwendung. Die UTM findet Anwendung in 30 unterschiedlichen Achslagen für jeweils 6° breite Streifen, Gauß-Krüger verwendet doppelt so viele Lagen für Streifen von 3°. Um die Längentreue über die breitere Abbildungsfläche zu verbessern, schneidet bei der UTM der Projektionszylinder das Erdellipsoid in zwei Linien.
In Deutschland und Österreich war bisher die Gauß-Krüger-Projektion Grundlage der Landesvermessung. Die in der Geodäsie mittlerweile erforderliche internationale Zusammenarbeit hat international der auf Gauß-Krüger basierenden jüngeren Universalen Transversalen Mercator-Projektion zur Durchsetzung verholfen, auf die auch in Deutschland und Österreich umgestellt wird.
In der schweizerischen Landesvermessung findet eine schiefachsige Mercator-Projektion Anwendung, bei der die Achse so gewählt ist, dass der Fundamentalpunkt der Landesvermessung, die Sternwarte Bern, auf demselben Meridian sowie auf der Berührungslinie liegt.

### Karten im Internet
Im Internet nutzen sowohl freie Projekte wie OpenStreetMap als auch kommerzielle Anbieter wie Bing Maps und Yahoo Maps für zweidimensionale Darstellungen vorzugsweise diese Projektion.
Google Maps wechselte 2018 dagegen auf eine orthografische Azimutalprojektion, bei der die Kugelgestalt der Erde beim Herauszoomen sichtbar wird.

### Großflächige Karten
Für großflächige Karten, insbesondere Weltkarten, soweit sie nicht speziell der Kursbestimmung in der Navigation dienen, ist die Mercator-Projektion wegen ihrer mit zunehmendem Abstand von der Berührungslinie stark zunehmenden Verzerrungen ungeeignet. Dass sie hier dennoch zeit- und teilweise verwendet wurde, führte ab 1974 zu einer von Arno Peters initiierten Diskussion um die Mercator-Projektion und die Alternative der annähernd flächentreuen zylindrischen Gall-Peters-Projektion, die in der Kartographie als Galls orthographische Projektion bekannt ist. Peters kritisierte, dass die Mercator-Projektion ein „eurozentrisches Weltbild“ vermittele, da auf einer Weltkarte in normaler Mercator-Projektion industrialisierte Länder in gemäßigten Breiten wie Europa im Verhältnis größer erscheinen als äquatornahe Gebiete, wo hauptsächlich Entwicklungsländer liegen.